# Björn Skifs
Björn Nils Olof Skifs (født 20. april 1947 i Vansbro), er en svensk sanger og skuespiller. Han repræsenterede Sverige i Eurovision Song Contest 1978 med Det blir alltid värre framåt natten og i 1981 med Fångad i en dröm.

## Diskografi

### Album
- 1969 – From both sides now
- 1970 – Every bit of my life
- 1971 – Opopoppa
- 1972 – Blåblus
- 1973 – Pinewood rally
- 1974 – Out of the blue
- 1975 – Schiffz
- 1977 – Watch out!
- 1979 – Split vision
- 1980 – Zkiffz
- 1981 – SPÖK!
- 1983 – If...Then...
- 1984 – Paris – Dakar – Köpenhamn
- 1984 – Chess
- 1985 – Vild honung
- 1987 – Zick Zack
- 2001 – Back on track
- 2002 – Ingen annan
- 2005 – Decennier
- 2006 – Andra decennier
- 2007 – Eye to Eye
- 2010 – Da Capo

## Filmografi
- Sverige åt svenskarna (1980)
- Smuglerkongen (1985)
- Joker (1991)
- Drømmehuset (1993)
- Snydt (tv-serie, 2024)